# The Secret Land
The Secret Land és una pel·lícula documental estatunidenca estrenada l'any 1948, dirigida per Orville O. Dull. Parla d'una important expedició d'exploració de l'Antàrtida, amb el nom en clau Operation High Jump, realitzada per l'exèrcit dels EUA, i que va mobilitzar 12 vaixells, 1 submarí, 23 plànols i prop 4700 homes.
La pel·lícula fou guardonada amb l'Oscar al millor documental l'any 1949.

## Repartiment
- Robert Montgomery - Narrador (veu) (com Comandant Robert Montgomery, U.S.N.R.)
- Robert Taylor - Narrador (veu) (com a Tinent Robert Taylor U.S.N.R.)
- Van Heflin - Narrador (veu) (com a Tinent Van Heflin)
- James Forrestal - Ell mateix (com a James V. Forrestal)
- Chester W. Nimitz - Ell mateix
- Almirall de darrere Richard E. Byrd - Ell mateix (com a Almirall Byrd)
- Richard H. Cruzen - Ell mateix (com a Almirall Cruzen)
- Robert S. Quackenbush - Ell mateix (com a Capità Quackenbush)
- George J. Dufek - Ell mateix (com a Capità George Dufek)
- Paul Un. Siple - Ell mateix (com a Siple)
- Charles W. Thomas - Ell mateix (com a Capità Thomas)
- Richard E. Byrd Jr. - Ell mateix
- Vernon D. Boyd - Ell mateix (com a Capità Boyd)
- Charles Un. Vincle - Ell mateix (com a Vincle de Capità)
- David E. Bunger - Ell mateix (com a Comandant David E. Bunger)
- John E. Clark - Ell mateix (com a Capità Clark)
- John D. HowEll mateix - Ell mateix (com a Comandant HowEll mateix)
- William Kearns - Ell mateix (com a Lloctinent j.G. Bill Kearns)
- Ralph Leblanc - Ell mateix (com a Lloctinent j.G. Frenchie Leblanc)
- Henry H. CaldwEll mateix - Ell mateix (com a Capità CaldwEll mateix)
- Owen McCarty - Ell mateix
- William Warr - Ell mateix
- James H. Robbins - Ell mateix (com Shorty Rogers)

## Rebuda
La pel·lícula va guanyar 395.000 dòlars als EUA  i Canadà i 181.000 a la resta del món, resultant un benefici de 10.000 dòlars.